# 寄生体
『寄生体』（きせいたい、英: The Parasite）は、サー・アーサー・コナン・ドイルが1894年に発表した中編小説。アメリカ合衆国のハーパーズ・ウィークリー誌1894年11月号 - 12月号にハワード・パイルの挿絵付きで連載され、翌1895年1月にハーパー・アンド・ブラザーズ社から出版された。
ヴィクトリア朝時代のメスメリズムに似た一種の洗脳を描いている。

## あらすじ
オースティン・ギルロイは、理性的で科学を重んじる青年学者。彼は生理学者として冷静な分析を好み、超自然的な現象には懐疑的な立場を取っていた。
ある日、ギルロイはオカルトを研究しているウィルスン教授からヘレン・ペネロサという中年女性を紹介される。彼女は教授の妻の友人で透視や催眠術、テレパシーのような能力を持つとされていたが、脊椎の病気のため足が不自由であった。ギルロイは彼女の能力を疑っていたが、ギルロイの婚約者アガサがミス・ペネロサの能力を証明するための被験者となり、翌朝一時的にギルロイとの婚約を破棄させるという実験が成功した。ギルロイは教授の家に通い始め、ミス・ペネロサが彼に超能力を実践した。そしてギルロイは超能力の物理的な側面を観察する。その内ギルロイは彼女の力が本物らしいことに気づいていく。本人の説明によると彼女は相手の神経系統を意のままに支配でき、振るう力が強ければ相手はその間の記憶が全く無いという。寄生する心を持った怪物じみた寄生体と言えた。
ところが、次第にペネロサはギルロイに「恋に落ち」執着し始める。彼に自分を愛撫させ甘い言葉を言わせるために、その能力を使い始めた。彼が激怒して彼女の愛を拒絶すると、ペネロサは超能力を使って彼に悪戯を始める。彼の恋人アガサとの関係を壊そうとし、催眠術を使ってギルロイを意のままに操ろうとするようになる。ギルロイは彼女の影響下にある時、自分の行動や記憶が不確かになるという恐怖に陥る。さらには、彼女の意志で他人に危害を加えてしまう可能性さえ感じ始める。
やがてギルロイは、奇行により教授の職を失い、無意識の内に銀行に押し入ろうとし、友人に暴力を振るい大怪我を負わせるなど、意識がない間に犯罪に関与しかねないという状況に追い込まれる。彼は自らの理性と科学の力をもって、彼女の支配から脱しようと奮闘する。一連の残酷な悪戯は彼が硫酸の小瓶を持ってアガサの部屋で正気に返った時に終わりを告げた。無意識の内にアガサに硫酸を浴びせようとしていたのは明らかだった。瓶の中味は減っておらず、彼が正気に返ったのは3時半であった。自分のみならずアガサまで傷付けようとした事で我慢の限界を越えたギルロイは、ミス・ペネロサの家に駆けつけた。そこにいた看護師は怯えた声で、彼女は3時半に亡くなったと答える。

## 脚色
CBSラジオミステリーシアターは『寄生体』をドラマ化し、1978年4月7日に初放送した。
1997年、脚本のパトリック・ロディと監督のアンドリュー・フロムケは、『寄生体』を原作とする長編映画を公開した。
2015年11月22日、脚本家・監督のアダム・ザンジーは「デヴィッド・リンチ映画講座」向けに『寄生体』を短編映画化すると発表した。ザンジーが脚本・監督を務めた映画は、2016年7月19日にチボリ劇場でセントルイス・フィルムメーカーズ・ショーケースの特集映画として商業デビューを果した。その後、2016年にクロアチアのヴァラジュディンで開催されたトラッシュ・フィルム・フェスティバルで上映された。

## 日本語訳
- 『北極星号の船長 (創元推理文庫 ドイル傑作集 2)』北原尚彦; 西崎憲編、白須清美訳、東京創元社 2004年 ISBN 978-4-488-10111-4
- 『毒ガス帯 寄生虫 (コナン・ドイル小説全集 第42巻)』笹野史隆訳、「寄生虫」として収録、笹野史隆 2016年 全国書誌番号:22832200